# Леополд фон Хоенцолерн-Зигмаринген
Леополд Стефан Карл Антон Густав Едуард Тасило фон Хоенцолерн-Зигмаринген (на немски: Leopold Stephan Karl Anton Gustav Eduard Tassilo Fürst von Hohenzollern; * 22 септември 1835 в Краухенвиз близо до Зигмаринген; † 8 юни 1905 в Берлин) от род Хоенцолерн е княз на Хоенцолерн-Зигмаринген (1885 – 1905).
Той е най-големият син на княз Карл Антон фон Хоенцолерн-Зигмаринген (1811 – 1885) и съпругата му принцеса Йозефина Фредерика Луиза фон Баден (1813 – 1900), дъщеря на велик херцог Карл Лудвиг Фридрих фон Баден и Стефани дьо Боарне.
Леополд участва като пруски офицер в Немската война през 1866 г. Той е смятан за „Шахфигура на голямата политика“: През 1870 г. Ото фон Бисмарк го кара да се предложи за испански наследник на трона. Скоро Леополд се отказва от кандидатурата си, понеже Франция заплашва с война. Това обаче става причина за Немско-френската война (19 юли 1870 – 10 май 1871).
През 1885 г. Леополд става след баща си княз на Хоенцолерн. Той възстановява пострадалия от пожар дворец Зигмаринген 1893 г. 
Леополд умира на 8 юни 1905 г. в Берлин на 69 години.

## Фамилия
Леополд фон Хоенцолерн-Зигмаринген се жени на 12 септември 1861 г. в Лисабон за инфанта Антония Мария Португалска Браганса (* 17 февруари 1845, Лисабон, Белем палас; † 27 декември 1913, Зигмаринген), дъщеря на кралица Мария II от Португалия (1819 – 1853) и принц Фердинанд II фон Саксония-Кобург-Заалфелд (1816 – 1885). Те имат три сина:
- Вилхелм Август Карл Йозеф Петер Фердинанд Бенедикт фон Хоенцолерн (* 7 март 1864, дворец Бенрат; † 22 октомври 1927, Зигмаринген), княз на Хоенцолерн, женен I. на 27 юни 1889 г. в Зигмаринген за принцеса Мария Тереза Бурбон от Двете Сицилии (* 15 януари 1867, Цюрих; † 1 март 1909, Кан), II. на 20 януари 1915 г. в Мюнхен за принцеса Аделгунда Баварска (* 17 октомври 1870, вила Амзее при Линдау; † 4 януари 1958, Зигмаринген)
- Фердинанд I Виктор Алберт Майнрад Румънски (* 25 август 1865, Зигмаринген; † 20 юли 1927, Синая, Кралство Румъния), крал на Румъния (1914 – 1927), женен на 10 януари 1893 г. в Зигмаринген за принцеса Мария Александрина Виктория де Единбург от Великобритания и Ирландия (* 29 октомври 1875, Истуел Парк, графство Кент; † 18 юли 1938, Синая, Кралство Румъния)
- Карл Антон Фридрих Вилхелм Лудвиг фон Хоенцолерн (* 1 септември 1868, Зигмаринген; † 21 февруари 1919, Намеди), принц на Хоенцолерн-Зигмаринген, женен на 28 май 1894 г. в Брюксел за принцеса Жозефина Белгийска (* 18 октомври 1872, Брюксел; † 6 януари 1958, Намур)